# Brownea
Brownea é um género botânico pertencente à família Fabaceae.

## Espécies
- Brownea angustiflora Little
- Brownea ariza Benth.
- Brownea birschellii Hook. f.
- Brownea bolivarensis Pittier
- Brownea cauliflora Poepp. & Endl.
- Brownea coccinea Jacq.
- Brownea crawfordii W. Watson
- Brownea disepala Little
- Brownea enricii Quinones
- Brownea excelsa (Pittier) J.F. Macbr.
- Brownea gladisrojasiae D. Velasquez & Agostini
- Brownea grandiceps Jacq.
- Brownea herthae Harms
- Brownea holtonii Britton & Killip
- Brownea hybrida Backer
- Brownea leucantha Jacq.
- Brownea longipedicellata Huber
- Brownea loretensis Standl.
- Brownea macbrideana J.F. Macbr.
- Brownea macrophylla Linden ex Mast.
- Brownea multijuga Britton & Killip
- Brownea negrensis Benth.
- Brownea peruviana J.F. Macbr.
- Brownea puberula Little
- Brownea rosa-de-monte Bergius
- Brownea santanderensis Quinones
- Brownea similis Cowan
- Brownea stenantha Britton & Killip
- Brownea tillettiana D. Velasquez & Agostini
- Brownea ucayalina (Huber) Ducke

- Commons
- Wikispecies